# Parafia Matki Bożej Pocieszenia w Pasierbcu
Parafia Matki Bożej Pocieszenia w Pasierbcu – parafia rzymskokatolicka, należąca do dekanatu ujanowickiego w diecezji tarnowskiej. Opiekę nad nią sprawują księża diecezjalni.
Odpust parafialny obchodzony jest trzykrotnie: w Zielone Świątki, w ostatnią sobotę sierpnia oraz 8 grudnia. 
Odpust w sierpniu jest zawsze w ostatnią sobotę i jest ważnym wydarzeniem religijnym w całym okręgu limanowskim i nie tylko. Przybywają wtedy pielgrzymi z różnych części diecezji, Polski, a nawet świata.
Od września 2017 roku proboszczem parafii jest ks. Bogdan Stelmach.

## Historia
Parafia w Pasierbcu została erygowana w 1958. Jej siedzibą była drewniana kaplica, wzniesiona w 1822 przez Jana Matrasa, jako wotum dziękczynne za cudowne ocalenie w bitwie pod Rastatt. W latach 70. XX wieku wzniesiono nowoczesną świątynię murowaną, która do dziś pełni rolę głównej świątyni sanktuarium pasierbieckiego. 
Po powodzi w 1997, w miejscu potężnego osuwiska w ogrodach przykościelnych, założono oryginalną Grotę Ocalenia.

## Kościół
Parafia w Pasierbcu administruje dwoma kościołami:
- starą drewnianą kapliczką Matrasa
- kościołem parafialnym pw. Matki Bożej Pocieszenia.